# 72633 Randygroth
72633 Randygroth è un asteroide della fascia principale. Scoperto nel 2001, presenta un'orbita caratterizzata da un semiasse maggiore pari a 2,7065886 UA e da un'eccentricità di 0,0891283, inclinata di 1,66686° rispetto all'eclittica.
L'asteroide è dedicato al professore statunitense Randall Groth.